# Rheumaptera nigrifasciaria
Rheumaptera nigrifasciaria là một loài bướm đêm trong họ Geometridae.